# Gastronomía de Burkina Faso
La gastronomía burkinesa es un conjunto de platos y comidas locales de Burkina Faso que varían a lo largo del país. Comparte rasgos comunes con diversas cocinas de muchas partes de África Occidental.

## Productos básicos
Los alimentos básicos incluyen sorgo, mijo, arroz, fonio, maíz, cacahuetes, patatas, frijoles, pollo, carne roja, ñame y quimbombó.

El arroz, el maíz y el mijo son los cereales más consumidos. El pueblo burkinés es conocido por su legendario "poulet-bicyclette" (pollo en bicicleta). La carne a la parrilla también es común, especialmente cordero, cerdo, cabra, ternera y pescado. Entre las verduras presentes en la gastronomía burkinesa se encuentran tomates, calabacines, zanahorias, puerros, cebollas, remolachas, calabazas, pepinos, repollo, acedera, berenjenas, hojas de berenjena local, hojas de amaranto (boulonbouli) y espinacas. Entre los tubérculos se encuentran el ñame, la batata, el taro, la mandioca y las patatas.

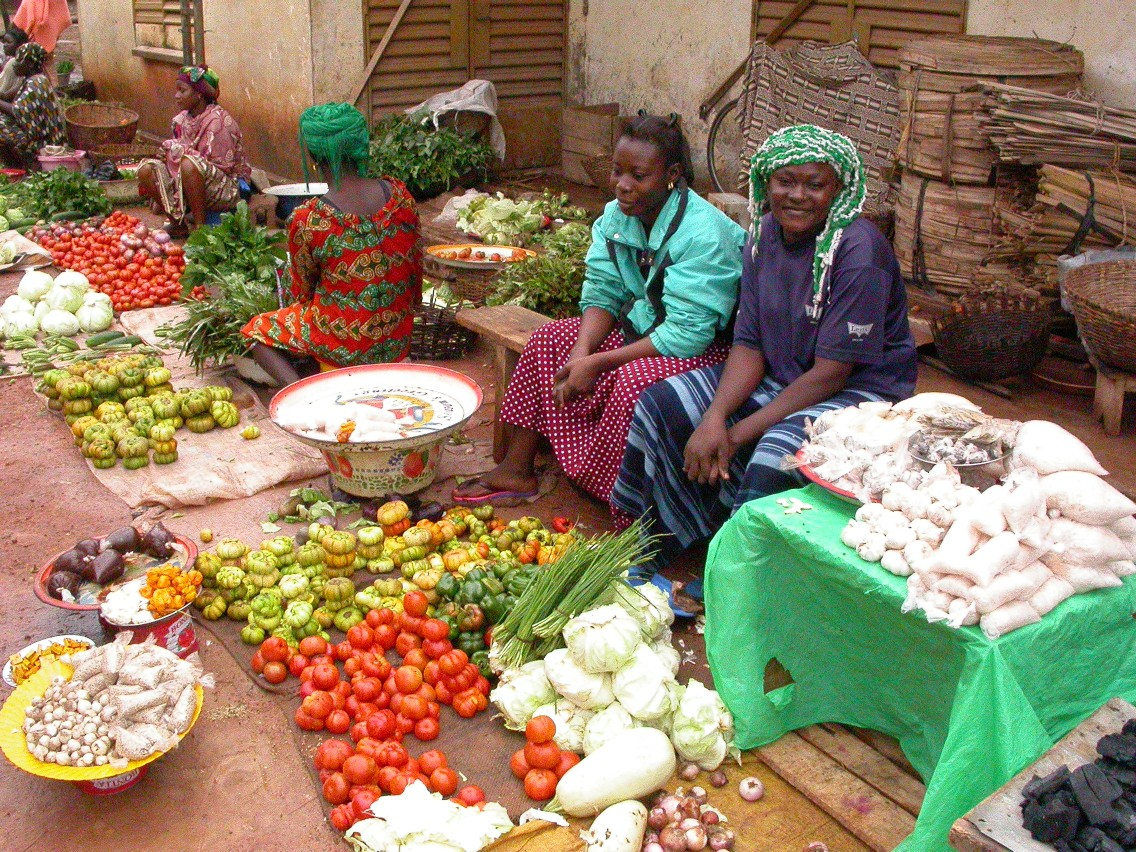
Frutas y verduras en el mercado de Léo
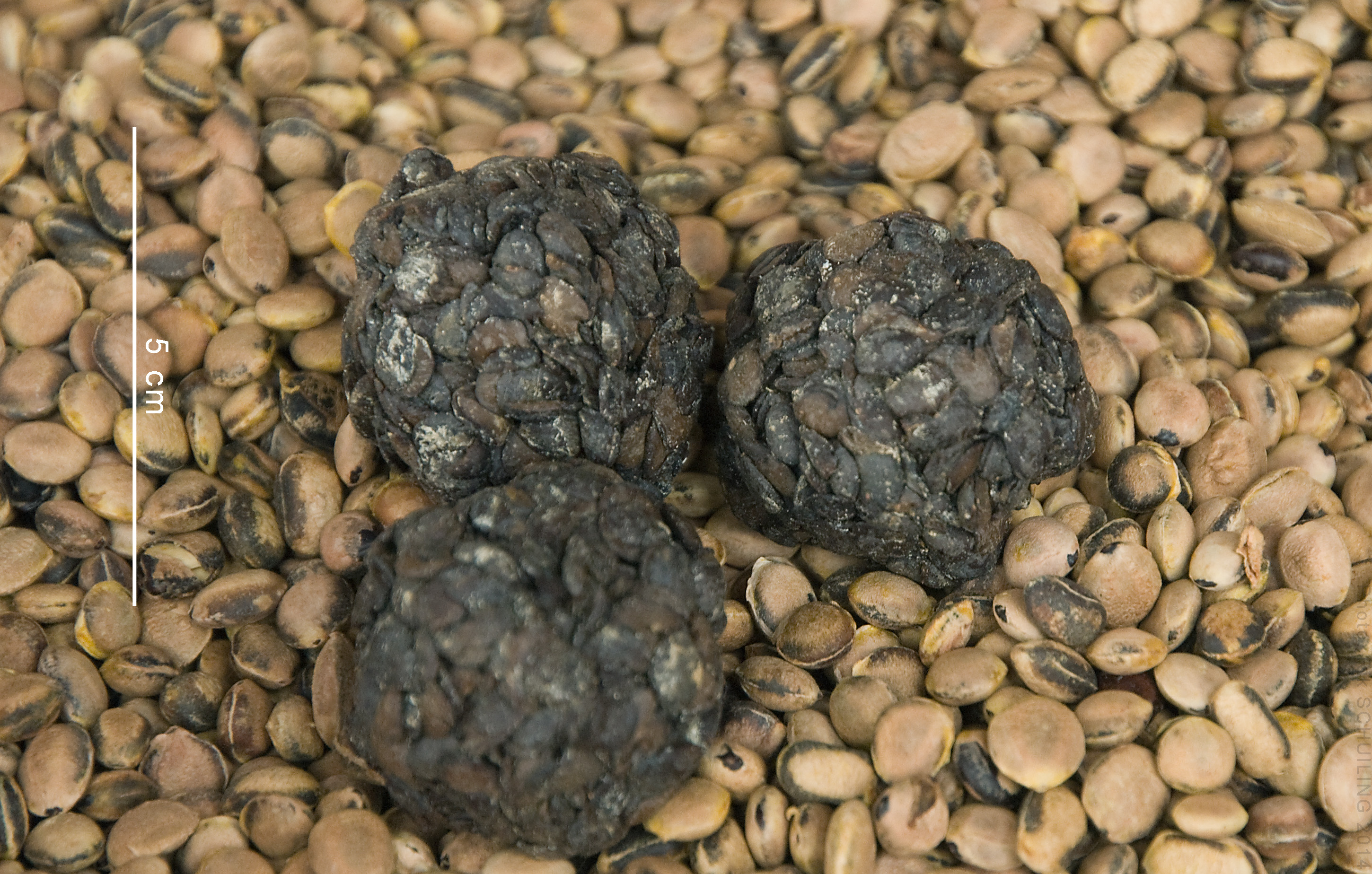
bolas de sumbala con semillas de néré
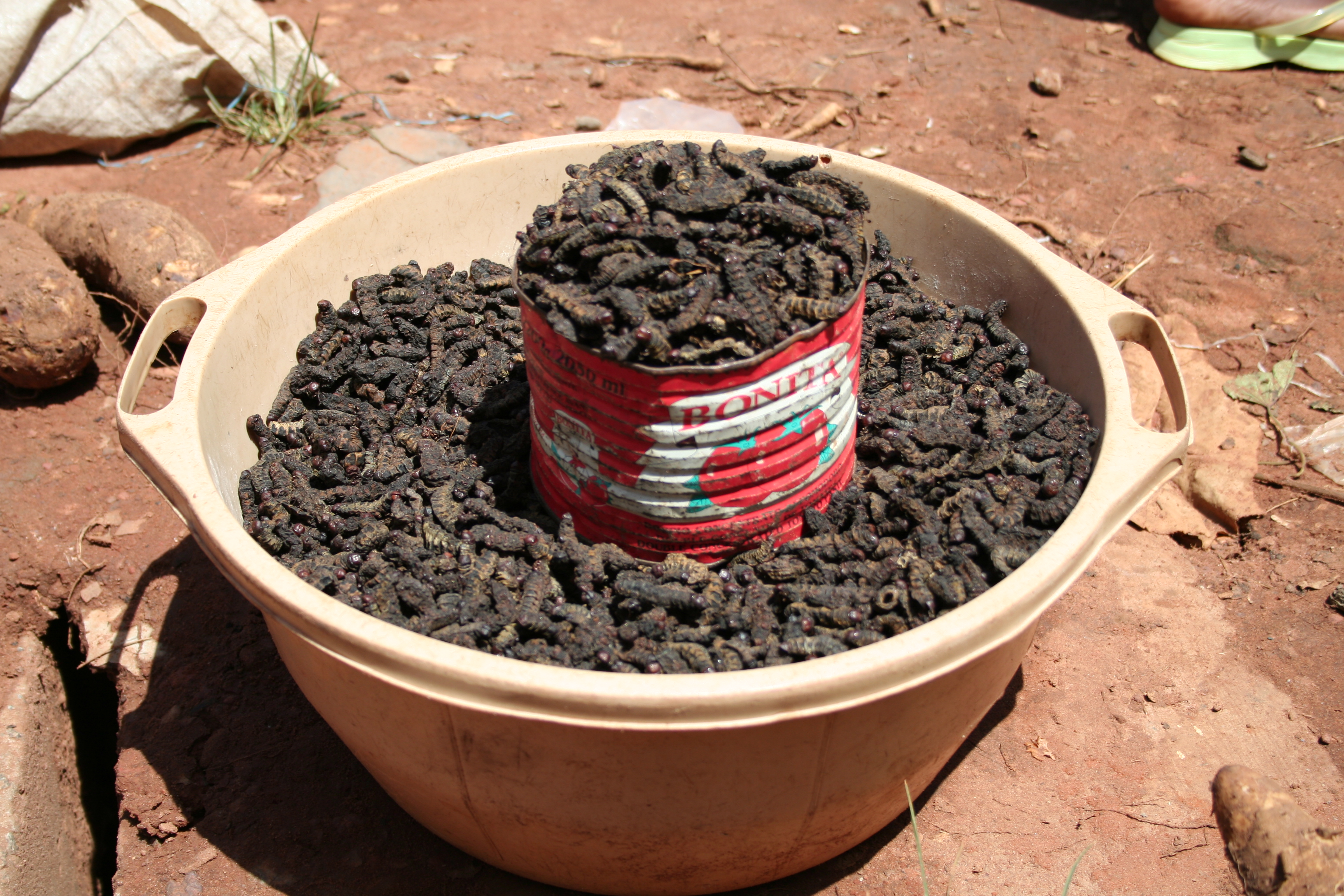
Orugas en el mercado de Orodara

## Selección de platos
El plato nacional de Burkina Faso es el tô, o saghbo en moré. El tô es una pasta elaborada con diversos cereales como el mijo, el maíz y el sorgo. Se suele servir con salsa, como la salsa de okra, la salsa de acedera y la salsa de sésamo. Al ser Burkina Faso un país sin litoral, el consumo de pescado no es tan alto como el de carne (cordero, cerdo, cabra, ternera). Esta última suele cocinarse a fuego lento o frita.
Además del tô, a los burkineses les encanta el arroz, que se prepara de diversas formas (arroz gras, to, gachas, panqueque, crepe).
Los platos locales también forman parte importante de la alimentación burkinesa, tanto en zonas rurales como urbanas. Existe una gran variedad de platos en los aproximadamente sesenta grupos étnicos del país.
- Gonré[4]
- Babenda[5]
- Zamnin[6]
- Gnon,
- Souma (guisantes de patata),
- Kumvando,
- Faro,
- Arroz con pollo soumbala[7]

Entre los postres se encuentra el dégué (el equivalente senegalés del thiakry). Se trata de una mezcla de pequeños granos de mijo al vapor y leche cuajada o yogur. También existe el gapal (harina de mijo y yogur)

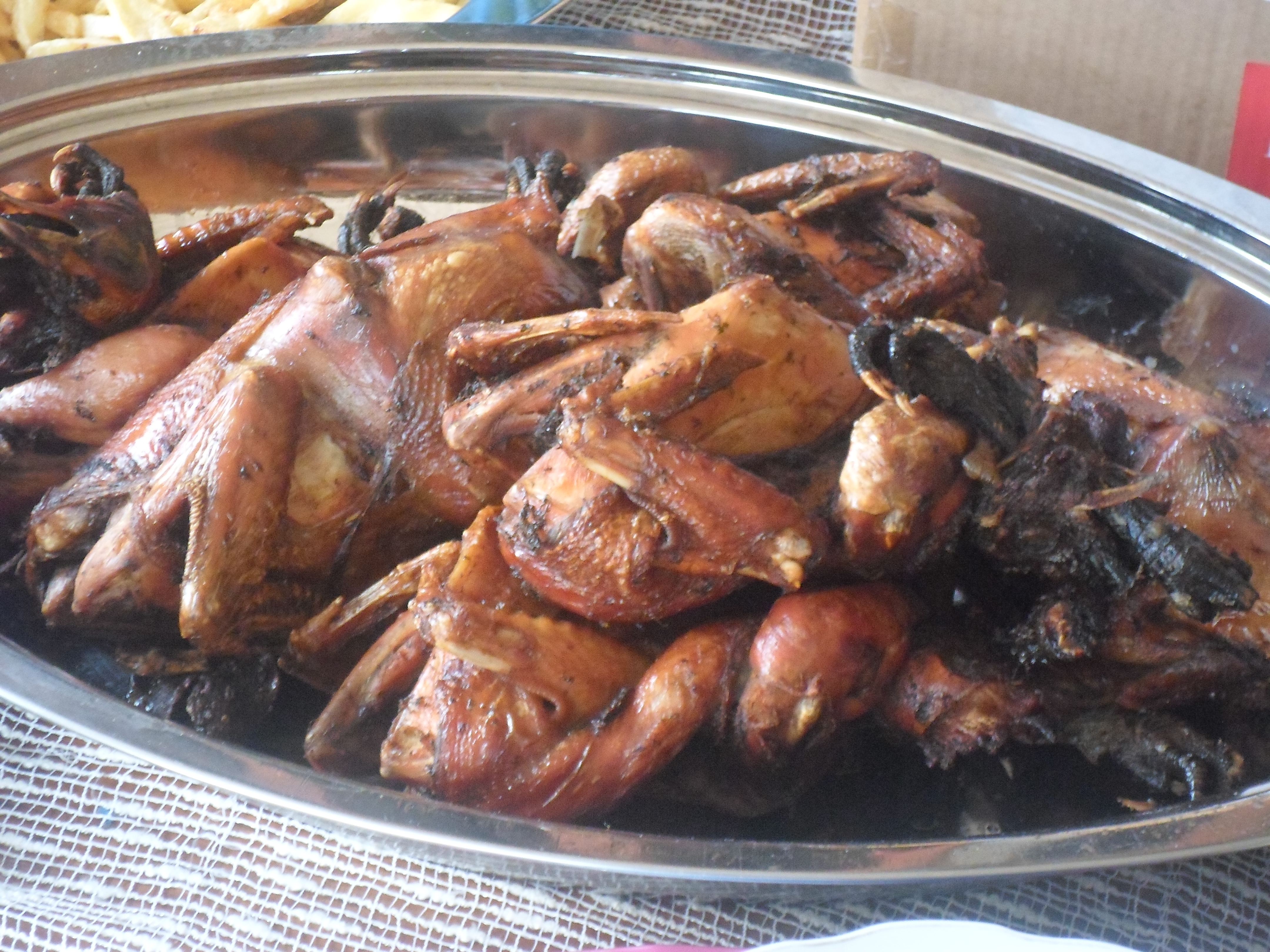
Pollo-bicicleta a la parrilla
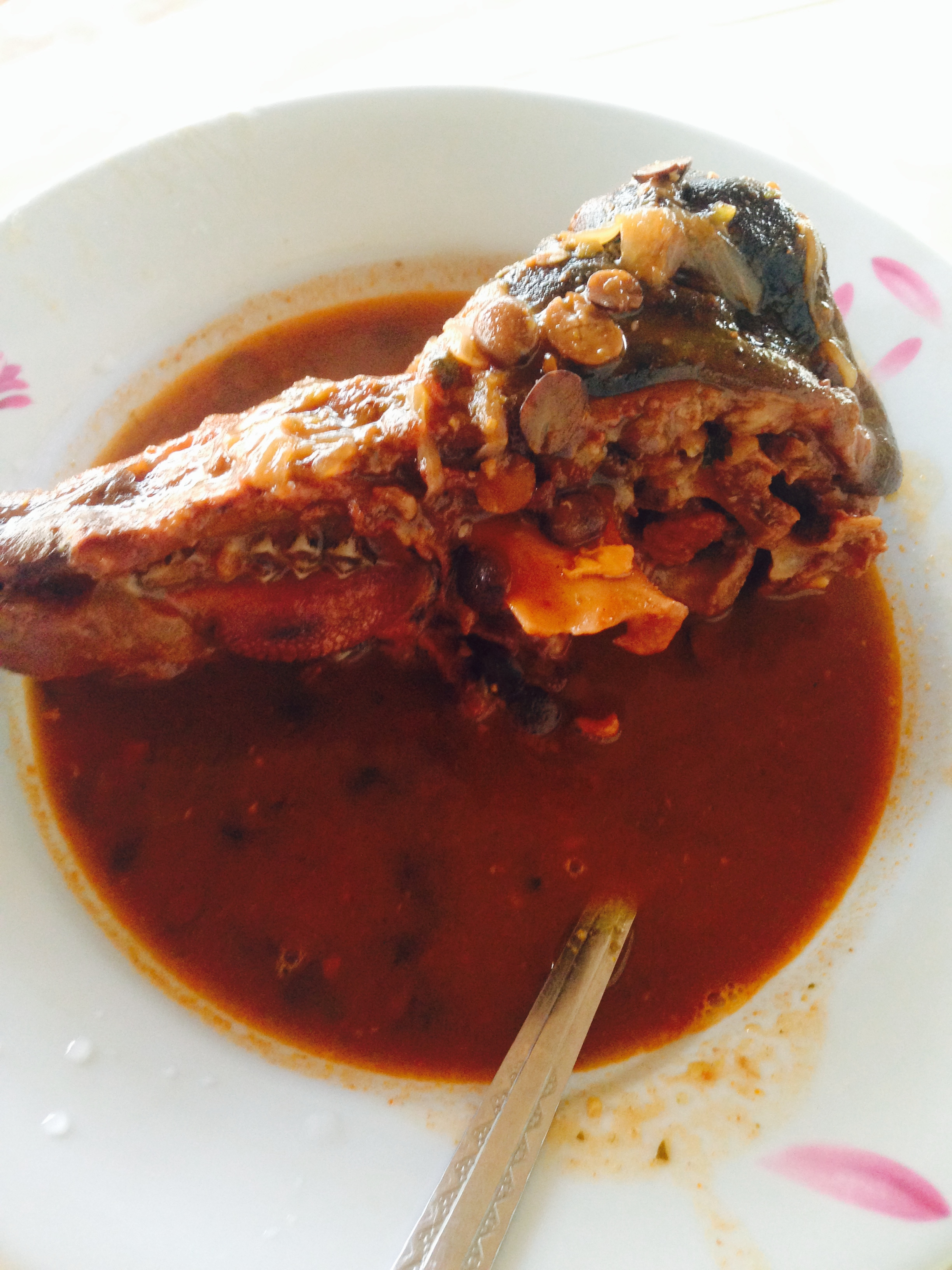
Sopa de cabeza de oveja
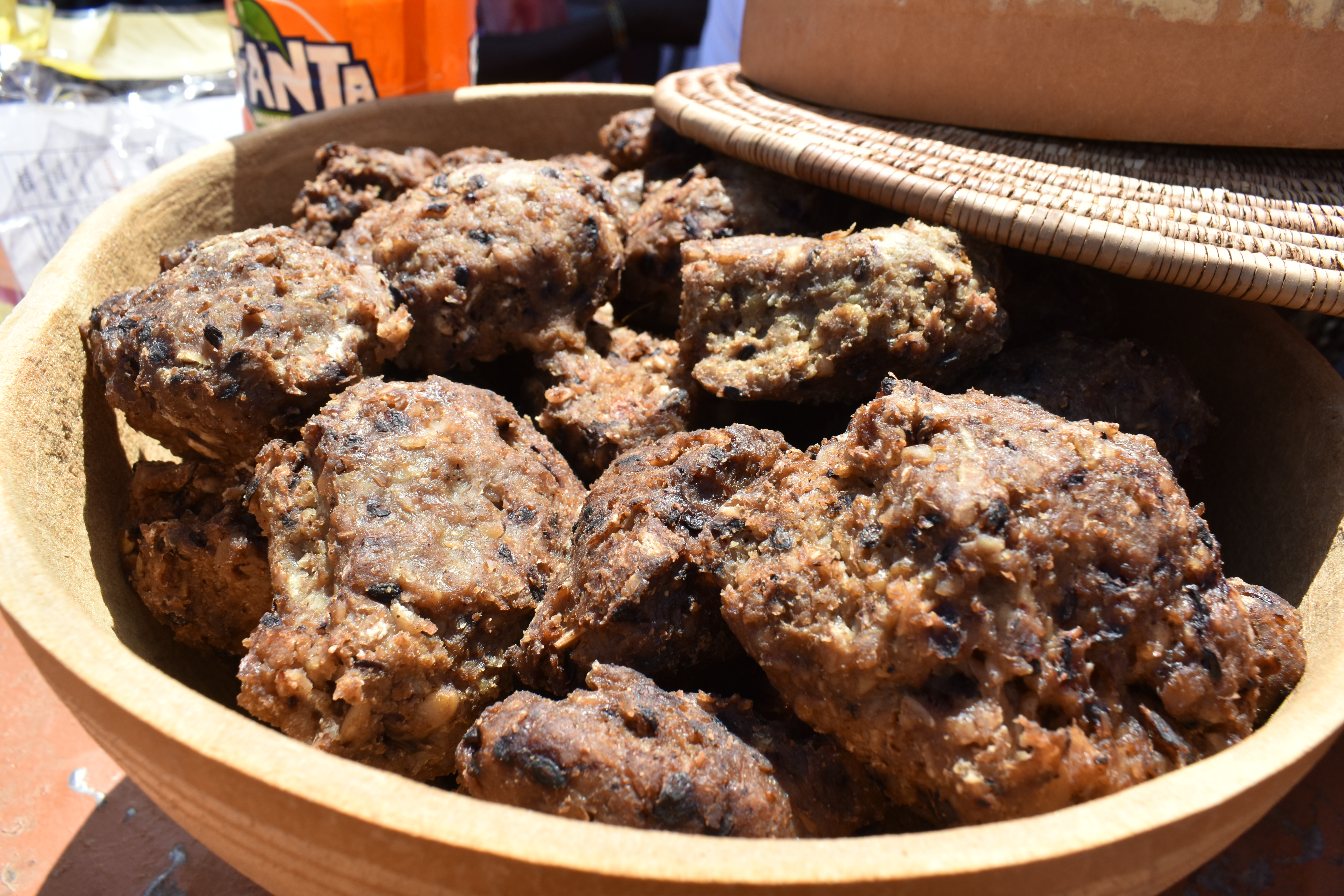
Gnon de frijoles
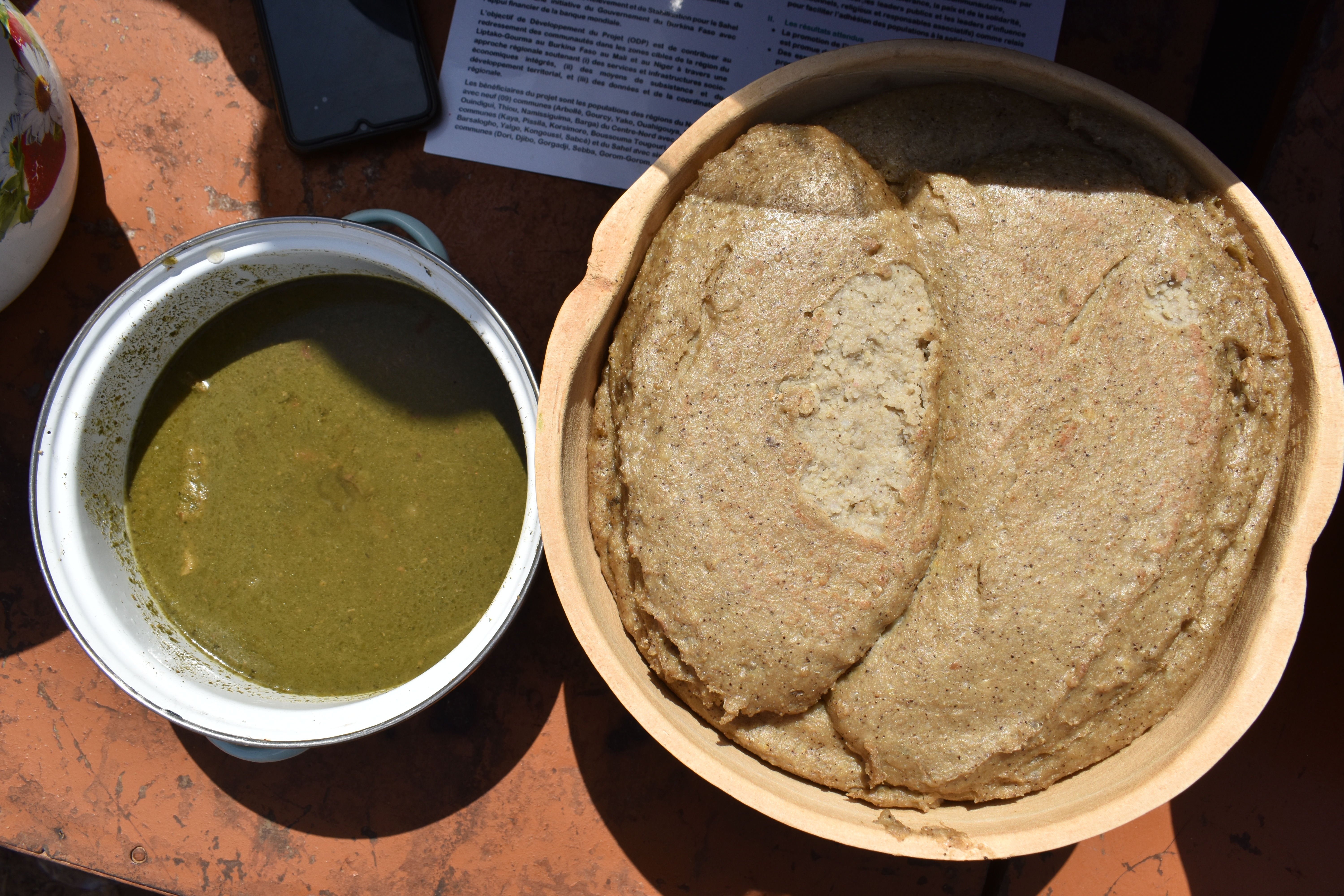
Tô de mijo con salsa de baobab seco
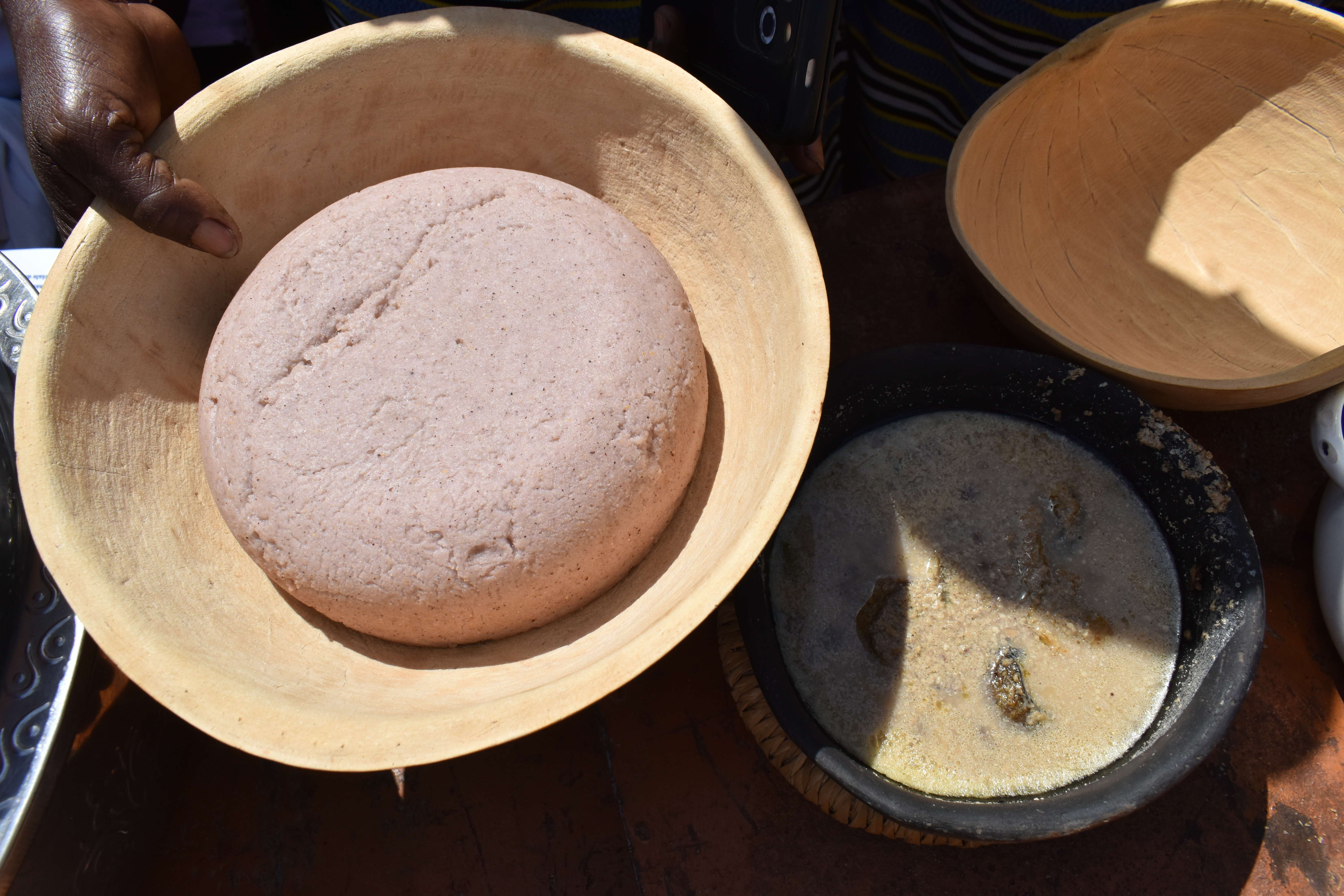
Tô con salsa de sésamo

## Bebidas
En Burkina Faso existen diversos tipos de bebidas, como el dolo (o tchapalo), una cerveza de mijo muy consumida que suele servirse en una calabaza.
La cerveza es la bebida nacional. La empresa Brakina, o Brasseries du Burkina, ofrece Sobbra, Brakina, Flag Spéciale, Castel Beer, Beaufort Lager, Doppel Munich y Guinness. También produce refrescos, bebidas energéticas, bebidas de malta y shandies. Existe otra cervecería en Burkina Faso llamada LIBS Brasserie, ubicada en Gampéla, en la comuna de Saaba. Inició sus operaciones en 2019 y produce las cervezas Libs y Marina.

Los burkineses también consumen zumo de bissap, yamaku (jengibre), piña, toédo (baobab), zoom-koom (preparado con mijo y jengibre), café y té.

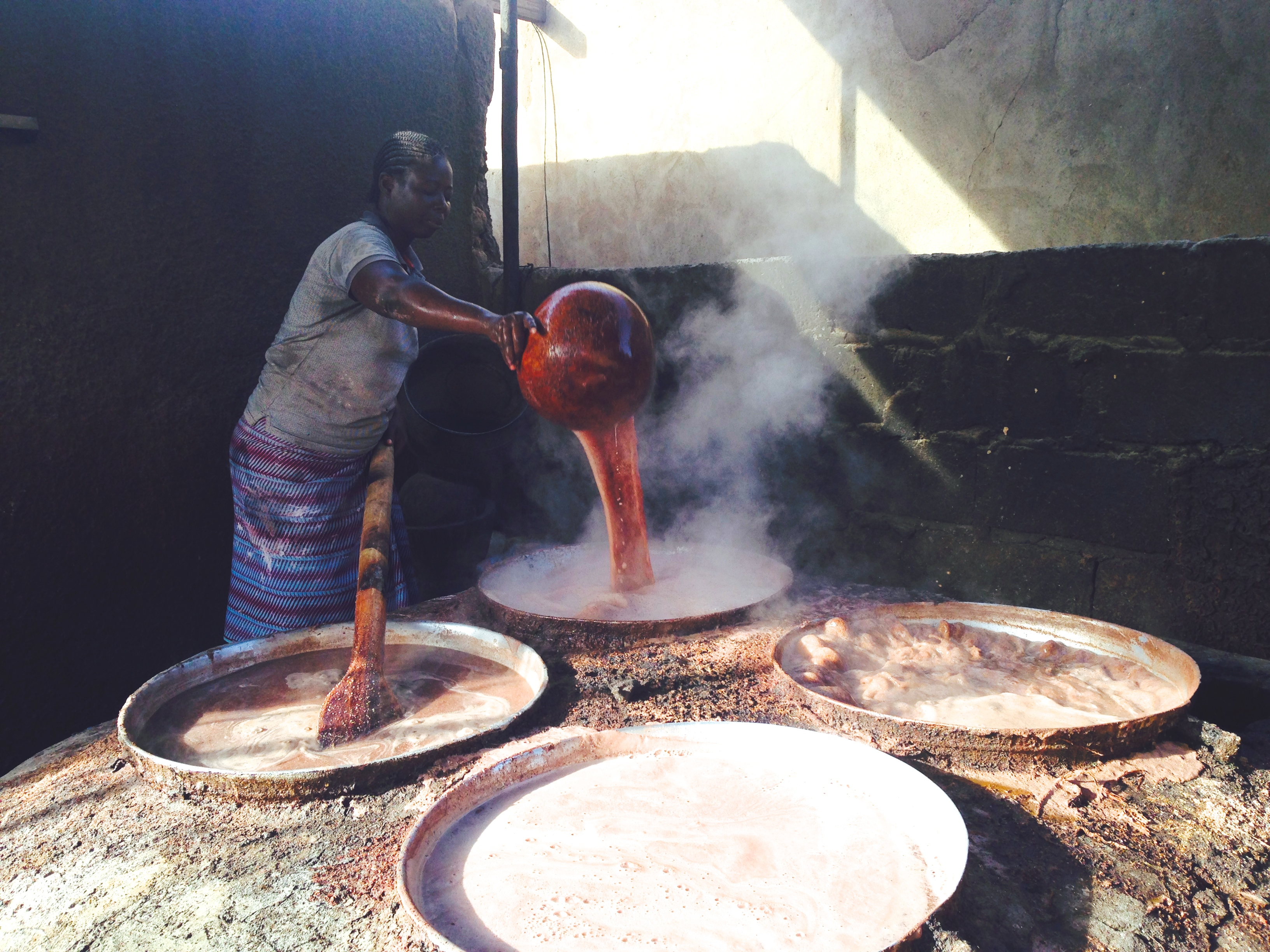
Producción de cerveza artesanal en Uagadugú
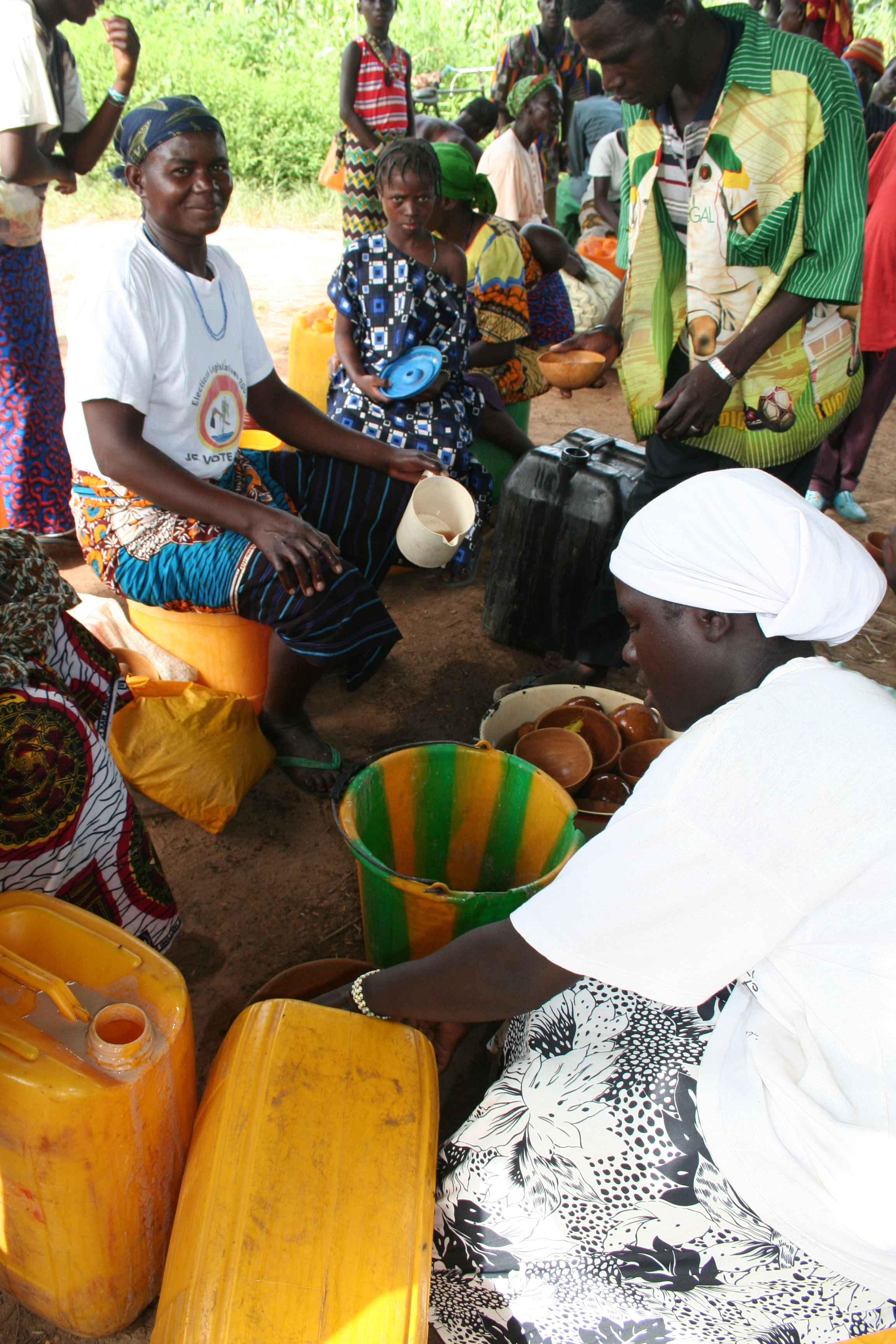
Venta de dolo en un mercado
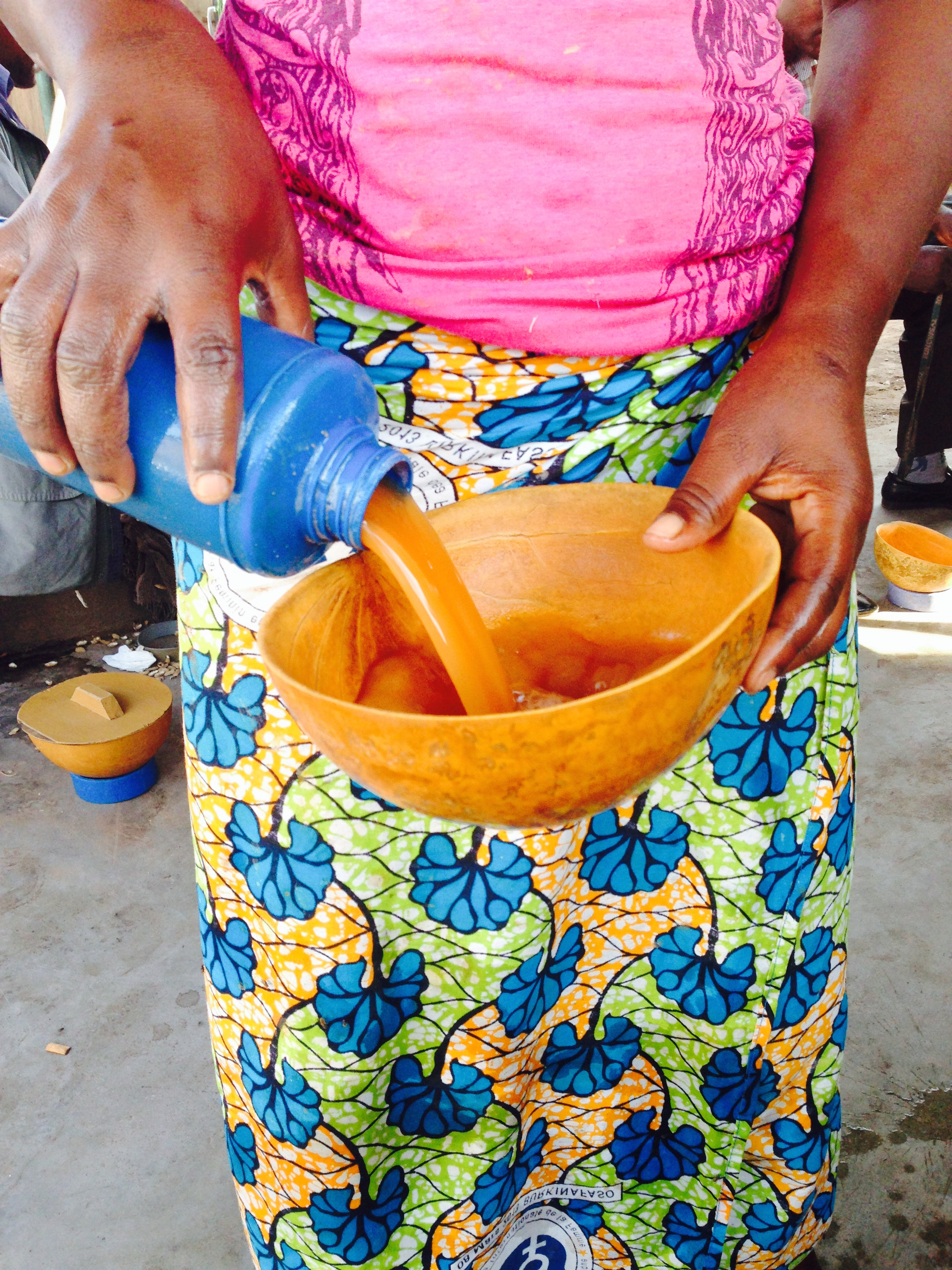
Cerveza servida en una calabaza